# أكاسيلا (أسطورة)
أكاسيلا (بالإنجليزية: Acacila)‏ روح حیوانی، واحد من المخلوقات الغريبة التي تسيطر على الطقس وتتحكم في المطر والصقيع عند قبائل الهنود في بيرو وبوليفيا في أمريكا الجنوبية.

## أخاشيلاس
أخاشيلاس أو الأكشيلات Achachilas هي مجموعة من أرواح الطبيعة من الفولكلور عند شعب أيمارا في بوليفيا التي أصولها تقع في جبال الأنديز. هذه الجنيات تراقب أيمارا عن كثب، وتساعدها حسب الحاجة وفي كثير من الأحيان ترسل أحلامًا للتحذير من المواقف الخطيرة أو المؤسفة القادمة. يتم وصفها كأنها من كبار السن ويقال إنها تعيش تحت الأرض، وتتحكم الأكشيلات في الطقس وترسل الصقيع أو البرد أو المطر إلى المنطقة اعتمادًا على شعورهم بالخير. وفي أعالي الجبال، أقيمت مذابح حجرية مخصصة للأتشاشيلا؛ حتى يومنا هذا يترك المسافرون تقدمات الكحول والكوكا لهم.